# Mộng Sơn
Mộng Sơn (1916-1992) nguyên danh Vũ Thị Mai Hương là một nhà văn, nhà báo, nhà thơ Việt Nam, nổi danh thời tiền chiến. Theo Từ điển Văn học (bộ mới), thì bà chính là người phụ nữ đầu tiên tham gia vào giới phê bình văn học Việt. Bà có những bút hiệu là Sơn Tiên, Vũ Thị Mai, Mộng Sơn.

## Cuộc đời
Mộng Sơn sinh ngày 20 tháng 12 năm 1916 tại làng Trung Lao, huyện Trực Ninh, tỉnh Nam Định.
Bà học bậc trung học tại Trường Đồng Khánh (Huế) và Hà Nội. Bà thích đọc sách, viết văn và làm thơ. Năm 17 tuổi (1933), bà đã có bài (bút ký Đời Nhật Anh) đăng trên báo Phụ nữ thời đàm.
Sau đó, bà về sống ở Chũ (Phủ Lạng Thương), nơi cha bà đang làm việc, và tiếp tục sáng tác thơ văn, viết bài cho các báo: Đông Phương, Phụ nữ thời đàm, Văn học tạp chí, Bắc Hà, Tiến bộ, Đông Tây, Mai, Tân Việt Nam, Tri Tân, Bạn đường, Tiểu thuyết thứ bảy, Phổ thông bán nguyệt san, Thanh nghị,...
Năm 1935, bà bắt đầu được bạn đọc chú ý kể từ khi bài thơ Viếng mồ lữ khách được đăng trên Văn học tạp chí (số ra ngày 10 tháng 8 năm 1935).
Trong phong trào thơ mới, Mộng Sơn tích cực tham gia trường phái thơ Bạch Nga do Nguyễn Vỹ khởi xướng.
Năm 1937, bà về sống ở Hà Nội và giữ chức Chủ bút báo Việt nữ của Bùi Xuân Hạc.
Trong thời kỳ Mặt trận dân chủ (1938), Mộng Sơn viết bài về phong trào Mặt trận Bình dân Pháp và Mặt trận dân chủ Đông Dương. Cũng trong thời gian này, bà viết loạt bài phóng sự Vất vưởng, ghi lại nỗi khổ của những đứa trẻ lang thang, không ai nuôi dưỡng.
Năm 1940, bà kết hôn với nhà văn Nguyễn Uyển Diễm, rồi giữ mục Đàn Bà đọc sách trên tờ tuần báo Đàn bà, do nhà văn Thụy An chủ trương. Sau này, bà tập hợp lại những bài viết đó làm thành quyển Văn học và triết luận (1944).
Năm 1952, Mộng Sơn cho xuất bản tập bút ký Vượt cạn và tập truyện ngắn Làm nũng.
Sau cuộc kháng chiến chống Pháp (1945-1954), Mộng Sơn làm biên tập viên cho nhà xuất bản Văn học, và cộng tác với tuần báo Văn Nghệ.
Năm 1957, bà tham gia Hội nhà văn Việt Nam và được bầu làm Ủy viên Ban chấp hành khóa I.
Nhờ tích cực đi thực tế, nên trong thời kỳ này bà lần lượt cho xuất bản thêm nhiều tác phẩm nữa, như: Giận nhau (tiểu thuyết, 1957), Gỡ mối (truyện vừa, 1959), Một khoảng trời xanh (tập truyện ngắn, 1960), Tuổi mười ba (tập truyện ngắn, 1983)...
Mộng Sơn mất ngày 4 tháng 5 năm 1992 tại Hà Nội, thọ 76 tuổi.

## Tác phẩm
- Văn học và triết luận (tiểu luận, Đại học thư xã Hà Nội xuất bản, 1944)
- Vượt cạn (bút ký, đăng trên Tiểu thuyết thứ bảy năm 1949, in năm 1952)
- Làm Nũng (truyện ngắn, 1952)
- Giận nhau (tiểu thuyết, 1957)
- Gỡ mối (truyện vừa, 1959)
- Một khoảng trời xanh (tập truyện ngắn, 1960)
- Tuổi mười ba (tập truyện ngắn, 1983)

Theo Việt Nam thi nhân tiền chiến (quyển hạ), thì bà còn có thêm:
- Vài tác phẩm Việt Nam dưới mắt người đàn bà (Quốc học thư xã Hà Nội xuất bản, năm ?)
- Lược luận về phụ nữ Việt Nam (Quốc học thư xã Hà Nội xuất bản năm ?)

## Nhận xét

### Về tác giả
Thi sĩ Nguyễn Vỹ kể:
Mộng Sơn, bước chân vào làng văn một lượt với Anh Thơ, nhưng lớn hơn tác giả "Bức tranh quê" vài ba tuổi. Lúc đầu, nàng lấy bút hiệu là Sơn Tiên, Vũ Thị Mai, rồi đổi lại là Mộng Sơn sau khi đã đăng vài ba bài thơ khả ái trên báo Đông Phương của Lan Khai...
Nàng là con gái thứ hai của một ông quản lý đồn điền ở Chũ (Phủ Lạng Thương), và có một căn bản học thức tạm đầy đủ. Nàng có vẻ đẹp rắn rỏi...Tuy là một gái trẻ trung nhưng thích ở miền rừng núi hoang dã hơn là ở thành thị, thích văn thơ, đọc sách và tư tưởng triết lý hơn là trang điểm và các thú vui vật chất nơi phồn hoa.
Mộng Sơn rất thông minh, nhưng không phóng túng, mà cũng không giản dị ngây thơ như Anh Thơ. Nàng không đùa cợt với ái tình và không để tình cảm làm chủ lý trí. Lý tưởng của nàng là đem nữ tính đa cảm của mình ra phụng sự cho nhân loại...Mộng Sơn khác hẳn các thiếu nữ "lãng mạn" của thế hệ tiền chiến là ở chỗ đó.
Khoảng năm 1937, Mộng Sơn về ở luôn Hà Nội, và làm Chủ bút tờ tuần báo Việt nữ. Về đây, do tiếp xúc với các giới cách mạng, nên nàng dần dần từ bỏ làng thơ, bước sang lĩnh vực học thuyết chính trị. Nàng khao khát cách mạng vô sản và hình như có khuynh hướng theo Đệ Tứ Quốc tế (trotskysme)...Từ đó, trên con đường tranh đấu cách mạng, Mộng Sơn dần xa tôi bởi không cùng chí hướng...Tuy vậy, mối cảm thông văn nghệ giữa chúng tôi vẫn còn...
Hôm tôi bị bắt và bị giam ở Lao, người nữ sĩ cách mạng ấy (Mộng Sơn) có đến thăm và đem cho tôi một cái bánh mì cùng một ký chả lụa...Tôi không sao quên được nét mặt cứng cõi nhưng buồn bã và đau đớn của một cô gái 22 tuổi, đứng yên lặng nhìn tôi....

### Về tác phẩm
Phần lớn thơ của Mộng Sơn thiên về những cảm xúc riêng tư, đồng thời thấm đẫm một khí vị u hoài cổ kính và bâng khuâng...
Cuốn "Văn học và triết luận", tuy còn thiếu một độ sâu cần thiết, nhưng tác phẩm này rất đáng trân trọng, vì đây là một đóng góp đầu tiên của một phụ nữ trong phê bình văn học. 
Nhưng tên tuổi của bà lại gắn liền với hai tập truyện ngắn: "Vượt cạn" và "Làm nũng". Nhờ những trải nghiệm đớn đau của chính bản thân, khi mất đứa con đầu lòng cùng với những điều mắt thấy tai nghe về những cảnh đời ngang trái của bạn bè, mà bà đã thể hiện được thực trạng cuộc sống cùng những diễn biến trong tâm tư tình cảm của giới phụ nữ dưới chế độ thực dân và phong kiến.
Đề cập riêng quyển "Vượt cạn", thi sĩ Nguyễn Vỹ viết: Tôi chưa thấy một nữ sĩ Việt Nam nào viết được một quyển sách về phụ nữ mà cảm động, thấm thía và sâu sắc như quyển "Vượt cạn" của Mộng Sơn. Đây quả là tiếng kêu vừa não nuột, vừa mỉa mai chua chát, và đầy uất hận cho số phận của người đàn bà phải sinh đẻ trong các trường hợp đau thương...
Nhìn chung, tác phẩm văn xuôi của Mộng Sơn thiên về kể, tả với một văn phong hồn nhiên, mộc mạc. Bố cục, kết cấu, nhân vật cũng đã được tác giả chú ý nhưng chưa mấy thành công, chưa vươn đến một ý nghĩa sâu sắc mang tầm khái quát. Tuy nhiên, những trang viết hiền lành, chân chất của bà vẫn hấp dẫn người đọc bởi một thứ tình cảm dịu dàng, nhân hậu, đầy nữ tính.

## Thơ Mộng Sơn
Thơ Mộng Sơn, chỉ đăng rải rác trên các báo thời bấy giờ, không in thành tập.
Năm 1969, lần đầu tiên Mộng Sơn được giới thiệu trong bộ sách Việt Nam thi nhân tiền chiến do Nguyễn Tấn Long và Nguyễn Hữu Trọng biên soạn và xuất bản tại Sài Gòn.
Ngay năm sau (1970), Nguyễn Vỹ đã dành những lời lẽ hết sức trân trọng và cảm động, để giới thiệu bà một lần nữa trong quyển Văn thi sĩ tiền chiến của ông. 
Ở đây trích giới thiệu vài đoạn thơ của Mộng Sơn, người nữ thi nhân mà thi sĩ Nguyễn Vỹ đã gọi là con bạch nga duyên dáng kêu vang dưới ánh hồng trên hồ Hoàn Kiếm. 
| Qua đền Kiếp Vạn Kiếp trầm hương tỏa miếu lầu Ôi! Hồn chiến sĩ bây giờ đâu? Máu pha nước đỏ loang sông lạnh, Xương bốc mây đen ngất khí sầu. Bãi nguyệt nằm sương nghe gió hét, Chuông chùa dồn sóng réo canh thâu. Hồn ba quân dậy như nghìn ngựa, Nhạc trận, gươm thiên cuốn Lục Đầu! (Tiểu thuyết thứ bảy, số 27 ngày 1 tháng 10 năm 1949) Chim lẫn ngàn xanh (trích) Năm xưa ta bước lên ngàn Gặp cô gái núi dưới làn mây đông Hoa tươi đượm giọt sương hồng, Chim muôn tiếng hót bên lòng "yêu đương" Trái tim hòa điệu Nghê thường, Bây giờ nàng đã trên đường ruỗi dong. Hoa bay dưới ánh chiều đông, Lá cây hiu hắt-lặng trông mây trời. -Thiết tha ta gọi "Em ơi!" Song miền sơn dã vắng người yêu thương! | Lạnh lùng lá rụng bên đường, Trả lời ta gọi, chim buông tiếng sầu! Trời đông gió lạnh nhắc câu... Ta đi hàn vết thương đau trong lòng. Nhưng đường xa tít vô cùng… Ngàn xanh chim lẫn mịt mùng thấy đâu? ... (Văn học tạp chí tập mới số 9, ra ngày 13 tháng 7 năm 1935) Lá thu (Tặng hương hồn em chồng tôi) (Trích) ...Rừng khuya hiu hắt gió rung cây, Lá rụng, sương đêm rụng rụng đầy. Ruột chị phương trời thôi muốn đứt, Đường về Kinh Bắc...ít chân mây. Những buổi quy ninh, tuần bát tuyết, Những ngày kỵ lạp, tháng xuân thiên Mơ màng chị đón người xa lại, Chỉ thấy đêm về! Đâu bóng em. Nước reo sông Nguyệt, tuôn hàng lệ, Đá chất non Yên ngậm khối sầu. Em hỡi thu về mưa gió thế, Tìm em trong mộng biết tìm đâu! (báo Tri Tân, ngày 23 tháng 9 năm 1943) |